# Алларская пещера
Алларская пещера (азерб. Allar mağarası,тал. Alarina koc)— пещера, место обитания человека каменного века (среднего палеолита). Расположена в Талышских горах на левом берегу реки Виляш, у села Аллар (Ярдымлинский район Азербайджана), на высоте 1500 м над уровнем моря.
Пещера была обнаружена в ходе организованной Институтом археологии и этнографии Национальной академии наук Азербайджанской Республики археологической экспедиции 1993 года под руководством А. Г. Джафарова. В результате раскопок в пещере было обнаружено 9 каменных изделий, которые по своим типологическим и техническим особенностям относят к среднему палеолиту.